# 大流星弄蝶
大流星弄蝶（學名：Celaenorrhinus maculosus），又名斑星弄蝶、大型小黃紋弄蝶、大黃紋弄蝶、小星弄蝶。

## 描述
本種雌雄二型性不顯著。雄蝶頭部和觸角均為褐色，觸角尖頂呈鉤狀且亞尖頂處有小片白色鱗。口器褐色，下唇鬚前伸，第1及第2節覆蓋黃白色的毛，腹面黃白色；第3節較小且褐色。胸部背面褐色，腹面覆蓋黃白色與褐色毛；腹部褐色並帶有白色細環，足部褐色且覆蓋黃色鱗。
前翅近三角形，外緣略突出，後緣接近直線；後翅呈扇形。翅背面底色為褐色，後翅基部覆蓋橙色毛，前翅具透明斑紋。後翅上有許多橙色斑點，緣毛為褐色嵌黃色。雄蝶的第二性徵包括：後足脛節有褐色毛束、後胸有一對銀白色特化鱗塊以及第2腹節腹面的一對線形發香袋開口。翅腹面斑紋與背面相似，但後翅斑點較淡，且近翅基處有黃色條紋。
雌蝶外形與雄蝶相似，但缺乏這些第二性徵。

## 分佈
本種分布範圍包括華南及臺灣。在臺灣主要棲息於本島的中海拔山區。

## 棲地
本種棲息於常綠闊葉森林，一年一世代，成蝶在夏季出現。飛行靈敏活潑，喜歡訪花，並經常出現在林床活動。休息時會將翅膀平展。寄主植物為蕁麻科的長柄冷水麻。